# Пригоди Тома та Джеррі
«Пригоди Тома та Джеррі», або Історії про Тома та Джеррі, або Казки Тама і Джеррі (англ. Tom and Jerry Tales) — анімаційний мультсеріал за участю кота Тома та мишеня Джеррі, який транслювався в США з 23 вересня 2006 до 22 вересня 2008 року на телеканалі Kids' WB! Мультсеріал створили компанія Warner Bros. Animation. Проте це остання робота, створена за участю творця Тома та Джеррі Джозефа Барбери (причому вже без Вільяма Ганни, який помер у 2001 році).

## Трансляція
Прем'єра мультсеріалу відбулася у вересні 2006 року на каналі Kids' WB! та завершилася у вересні 2008 року. Усього було показано два сезони по 13 серій. Кожна серія складається з трьох маленьких історій. Також трансляція мультсеріалу велася на телеканалі Cartoon Network. В Україні мультсеріал транслювався на Новому каналі.

## Персонажі
- Кіт Том — антропоморфний сірий кіт, що живе в будиночку з мишеням Джеррі та псами Спайком і Тайком. Майже завжди ганяється за Джеррі, його мрія — з'їсти мишеня або вигнати його з дому. Дуже хоче спіймати мишеня Джеррі, але це йому ніяк не вдається, через що його карають господарі. Часто Джеррі підставляє його. Попри ворожнечу з Джеррі, іноді він товаришує з ним. Любить кішок Тудлз і Тутсі, сам він вважає себе романтиком, але Джеррі і Бутчу в деяких випадках вдалося досягти їхнього кохання.
- Мишеня Джеррі — коричневе мишеня, як і всі миші, він любить сир. Живе в будинку з Томом, Спайком та Тайком у своїй нірці. Злодюга і ненажера, любить красти їжу з холодильника. Любить поїсти. Завжди бігає від Тома, але завжди може йому помститися. Він завжди прийде на допомогу своїм друзям, але про Тома не забуває. Якось усиновило мишеня Таффі. Він проучує Тома і знущається з нього. Часто підставляє його. Іноді дружить із Томом. У деяких серіях домагався кохання подружок Тома.
- Друпі — білий похмурий (звідси і ім'я Droopy) і спокійний пес, який чомусь не може посміхатися. Є героєм мультиплікації, як Том і Джеррі. Раніше з'явився у мультфільмах про нього. Має сина, кохану та ворога — червоного вовка.
- Пес Спайк — пес породи англійський бульдог. Вміє розмовляти. Живе із сином Тайком, котом Томом та мишеням Джеррі, у своїй будці. Має сина Тайка, якого він дуже любить і вчить бути собакою. Про дружину Спайка нічого невідомо. Недолюблює Тома. Дружить з Джеррі і захищає його від Тома.
- Кіт Бутч — бездомний чорний кіт, головний багатий суперник Тома, іноді його товариш. Друг блискавичного і Топсі, ватажок компанії бездомних котів. Йому іноді вдається завоювати кохання кішечок Тома. Бутч іноді хоче зловити мишеня Джеррі та з'їсти його, як і Том. Закоханий у Тутс та Тудлз.

- Мишеня Таффі — сірий малюк мишеня. Носить підгузник і не вміє говорити, але згодом навчився. Друг, прийомний син Джеррі, а пізніше — його племінник. Таффі часто трапляється Том і той мріє його з'їсти. Допомагає Джеррі у викраденні їжі з холодильника у кота Тома.
- Мамочка-Два-Тапочки — чорношкіра людина (пізніше замінена на білу), власниця Тома, у будинку якої відбуваються основні дії мультсеріалу " Том і Джеррі ". Боїться мишей. Її обличчя ніколи не було показано (за винятком однієї серії). Завжди лає Тома за його лінощі, думаючи, що кіт у будинку не потрібен і часто виганяє його з дому.
- Кішка Тудлз — біла кішка — дівчина . Вона — одне з двох кохань Тома. Також об'єкт симпатії Бутча. Вона практично нічого не говорить, лише мовчить.
- Цуценя Тайк — щеня породи англійський бульдог, син Спайка. Про матір Тайка нічого не відомо. Живе з батьком Спайком, котом Томом та мишеням Джеррі у будці свого батька. Тайк не каже, тільки гавкає, але його батько розуміє. Спайк дуже любить Тайка і вчить його, як потрібно поводитися. Недолюблює бездомного кота сірого кольору, ворога Тома, що набридає йому і Джеррі. Він — найкращий друг Бутча і рудого блискавичного кота. Наймолодший у компанії безпритульних котів. Бере участь у пригодах своїх друзів-котів.
- Кіт Блискавичний — рудий кіт. Судячи з імені, він має супершвидкість і може бігати швидко. Ворог Тома та Джері, найкращий друг Топсі та Бутча. Бездомний кіт (тимчасово домашній), зазвичай він допомагає Топсі та Бутчу.
- Кіт Обалдуй (Мітхед) — кіт, який був в одному епізоді. Цей кіт друг і водночас суперник Тома допомагав йому ловити Джеррі. Дурний. Дещо відрізняється кмітливістю.
- Люди — другорядні герої. Як і у Мамочки, у них обличчя не з'являються. Часто бувають господарями Тома, Спайка та Тайка.
- Кішка Тутс — мила, добра, красива і дуже балакуча жовта кішка. Улюблена Тома та об'єкт симпатії Бутча.

## Випуск на DVD
- Tom and Jerry Tales: Volume One вийшов 3 жовтня 2006 року[2]. На диску були випущені серії Ho Ho Horrors / Doggone Hill Hog / Northern Light Fish Fight / Way-Off Broadway / Egg Beats / Cry Uncle / Joy Riding Jokers / Cat Got Your Luggage? / City Dump Chumps / Tiger Cat / Feeding Time / Polar Peril.
- Tom and Jerry Tales: Volume Two вийшов 15 травня 2007 року. На диску були випущені серії Octo Suave / Beach Bully Bingo / Treasure Map Scrap / Fire Breathing Tom Cat / Medieval Menace / The Itch / Digital Dilemma / Hi, Robot / Tomcat Jetpack / Piranha Be Loved (by You) / Spook House Mouse / Abracadumb.
- Tom and Jerry Tales: Volume Three вийшов 4 грудня 2007 року. На диску були випущені серії Bats What I Like About the South / Fraidy Cat Scat / Tomb it May Concern / Cat Nebula / Martian Mice / Spaced Out Cat / Din-O-Sores / Freaky Tiki / Prehisterics / Destruction Junction / Battle of the Power Tools / Jackhammered Cat / Tin Cat of Tomorrow / Beefcake Tom / Tomcat Superstar. Released в UK як Volume Two.
- Tom and Jerry Tales: Volume Four вийшов 11 березня 2008 року. На диску були випущені серії: Zent Out of Shape / I Dream of Meanie / Which Witch / More Powers to You / Catch Me Though You Cant / Power Tom / Don't Bring Your Pet to School Day / Cat Show Catastrophe / The Cat Whisperer with Casper Lombardo / Adventures in Penguin Sitting / Cat of Prey / Jungle Love. Released в UK як Volume Three.
- Tom and Jerry Tales: Volume Five вийшов 12 серпня 2008 року. На диску були випущені серії Invasion of the Body Slammers / Monster Con / Over the River and Boo the Woods / Xtreme Trouble / A Life Less Guarded / Sasquashed / Summer Squashing / League of Cats / Little Big Mouse / Bend it Like Thomas / Endless Bummer / Game Set Match.
- Tom and Jerry Tales: Volume Six вийшов 3 лютого 2009 року. На диску були випущені серії The Declaration of Independunce / Kitty Hawked / 24 Karat Kat / Hockey Schtick / Snow Brawl / Snow Mouse / DJ Jerry / Kitty Cat Blues / Flamenco Fiasco / You're Lion / Kangadoofus / Monkey Chow / Game of Mouse & Cat / Babysitting Blues / Catfish Follies.
- Tom and Jerry Tales: The Complete First Season — дводискове видання, яке було випущено 13 квітня 2013 року. Було випущено всі серії першого сезону.